# 父の仇
『父の仇』はHBO(日本ではスター・チャンネルが放送)のファンタジー・ドラマ・シリーズである『ゲーム・オブ・スローンズ』の第5章『竜との舞踏』の第6話である。ブライアン・コグマンによって、原作『乱鴉の饗宴』、『竜との舞踏』に基づいて脚本が書かれ、ジェレミー・ポデスワが監督した。原題の"Unbowed, Unbent, Unbroken"(『折れぬ、枉げぬ、まつろわぬ』)はドーンのマーテル家の標語である。
アリアは修行を続ける。ジェイミーとブロンはドーンの宮殿に忍び込むが捕えられ、ミアセラの暗殺を謀ったエラリア・サンドもまた逮捕される。ジョラーとティリオンは奴隷商人に捕えられる。ピーター・ベイリッシュはサンサがウィンターフェルにいる事をサーセイに告げ、谷間の兵を率いてボルトン家を滅ぼした後には北部総督とされる約束を得る。マージェリーは兄のために偽証して逮捕される。サンサはラムジーと結婚し、シオンの目の前でレイプされる。

## あらすじ

### ブレーヴォスにて
アリア(メイジー・ウィリアムズ)は〈顔のない男たち〉のもとで修行を続け、寺院で死ぬ人々の体を洗い続ける。洗った後の死体はどうなるのかと〈浮浪者〉に尋ねるが、知るにはまだ早いと言われる。アリアが〈顔のゲーム〉にどうしたら合格できるのか尋ねると、真に迫った嘘をつかなければならないと答えられる。ジャクェン・フ=ガー(トム・ヴラシア)がアリアをテストしに来ると、アリアは〈顔のない男たち〉に加わったいきさつを話すが、主な点については嘘をつく。ジャクェンはアリアの嘘を見破り、サンダー・クレゲインを憎んでいるという嘘も見抜く。ジャクェンは、アリアは自分自身にも嘘をついていると言い、立ち去る。
安楽死を求め、男が病気の娘を寺院に連れて来る。アリアは娘と話し、以前自分も同じように病気であったと嘘をつき、毒水を娘に与えて苦しみを終わらせてやる。死体を洗った後、ジャクェンに寺院で死んだすべての人の顔が納められている地下室に連れて行かれる。ジャクェンは、アリアはまだ"誰でもない者"になる用意はできてないが、"別の者"になる用意はできたと言う。

### ドーンにて
トリスタン・マーテル(トビー・セバスチャン)とミアセラ・バラシオン(ネル・タイガー・フリー)はウォーター・ガーデンを歩きながら結婚の計画を立て、トリスタンの父のドーラン・マーテル(アレクサンダー・シディグ)は思慮をこらす。一方、ジェイミー(ニコライ・コスター＝ワルドー)とブロン(ジェローム・フリン)はドーン人に化けて宮殿に侵入する。ブロンはトリスタンを殴り倒し、ジェイミーはミアセラを連れ出そうとするが、オバラ( ケイシャ・キャッスル＝ヒューズ)、ナイメリア(ジェシカ・ヘンウィック)、タイエニー(ロザベル・ラウレンティ・セラーズ)の〈砂蛇〉たちに襲われる。ジェイミーとブロンは戦うが、衛士長のアリオ・ホター(デオビア・オパレイ)率いる護衛が現れて全員を逮捕する。エラリア・サンド(インディラ・ヴァルマ)もまた、ミアセラの誘拐を計画した件で逮捕される。

### 狭い海の向こう側にて
ジョラー・モーモント(イアン・グレン)とティリオン(ピーター・ディンクレイジ)はミーリーンに徒歩で向かう。ティリオンは父タイウィン・ラニスターを殺してウェスタロスから逃げたこと、ジョラーの父のジオー・モーモントが〈壁〉の北への遠征で〈冥夜の守人〉(ナイツウォッチ)の反乱者に殺されたことを話す。直後に二人は奴隷商人に捕えられ、ヴォランティスに連れ戻されて売られることになる。デナーリス・ターガリエンが闘技場を再開したと奴隷商人の頭のマルコが言うと、ティリオンはジョラーが優れた戦士であり、ミーリーンの闘技場に連れて行けばもっと金を稼げると、奴隷商人を説得する。

### キングズランディングにて
ピーター・ベイリッシュ(エイダン・ギレン)はサーセイ・ラニスターの求めに応じてキングズランディングに戻るが、ブラザー・ランセル(ユージン・サイモン)と〈雀〉に取り囲まれる。ランセルは、〈雀〉がキングズランディングからあらゆる悪徳を追放したと言い、ピーターの売春宿を見逃さないと言うが、ピーターは動じない。ピーターはサーセイ (レナ・ヘディ)に会うが、サーセイはピーターの忠誠心を疑う。ピーターは〈鉄の玉座〉に忠実であると誓い、サンサ・スタークが生きてウィンターフェルにおり、ラムジー・ボルトンと結婚する予定であると言う。サーセイはボルトン家の裏切りに激怒するが、ピーターはボルトン家を処理する計画があると言う。スタニス・バラシオンがボルトン家を攻撃しようとしており、その後に〈谷間〉の兵を率いてウィンターフェルに向かい、勝ち残った側を殲滅するつもりだと言う。見返りに北部総督に任命されることを求め、サーセイは承諾する。
オレナ・タイレル(ダイアナ・リグ)はキングズランディングに来て〈雀〉に捕らわれたロラス・タイレル(フィン・ジョーンズ)を解放しようとする。オレナはサーセイに会い、サーセイがロラスを投獄させ、ラニスター家とタイレル家の同盟は危機に陥ったと警告する。サーセイは無関係だと言い、裁判にかける十分な証拠はないと自信ありげに言う。〈雀聖下〉(ハイ・スパロウ)(ジョナサン・プライス)はロラスとマージェリー・タイレル(ナタリー・ドーマー)を尋問し、二人ともロラスが男色愛好者であることを否定する。だがオリヴァー(ウィル・テューダー)が呼びいれられてロラスの主張を否定し、二人がベッドにいるところをマージェリーが見たと証言する。ロラスは激怒してオリヴァーに襲いかかり、〈雀聖下〉はロラスを裁判にかける十分な証拠があると宣言する。審問での偽証によりマージェリーもまた逮捕される。〈雀〉に連れ出される時、マージェリーはトメン( ディーン＝チャールズ・チャップマン)に助けを求めるが、聖兵に脅えたトメンはなすすべがない。

### ウィンターフェルにて
ミランダ(シャーロット・ホープ)はサンサ(ソフィー・ターナー)を入浴させながら、ラムジー(イワン・リオン)が以前の愛人たちを猟犬で狩り、殺したことを話して脅す。サンサは怖くはないと答える。リーク(シオン)(アルフィー・アレン)がサンサを〈神々の森〉に連れて行き、サンサはラムジーと結婚式を挙げる。ラムジーはサンサを自室に連れて行き、服を脱ぐよう命じる。リークは出て行こうとするが、ラムジーは残るよう命令し、リークの目の前でサンサをレイプする。

## 評判

### 視聴者数
『父の仇』は624万人に視聴された 。これに1週間以内の録画視聴者を加えると789万人に視聴され、18-49歳の視聴率は4.5%となった。

### 賞
ジェレミー・ポデスワは、本エピソードで第67回プライムタイム・エミー賞監督賞ドラマシリーズ部門にノミネートされた。

## 参照
1. ↑  Kondolojy, Amanda (2015年5月19日). “Sunday Cable Ratings: 'Game of Thrones' Tops Night + 'Keeping Up With the Kardashians', 'Mad Men' & More”. TV by the Numbers. 2015年5月19日閲覧。
2. ↑  Kondolojy, Amanda (2015年6月1日). “'Game of Thrones' Leads Adults 18-49 & Viewership Gains, 'Orphan Black' Tops Percentage Increases in Live +7 Cable Ratings for Week Ending May 17”. TV by the Numbers. 2015年6月1日閲覧。